# Myrmecia minuscula
Myrmecia minuscula är en myrart som beskrevs av Auguste-Henri Forel 1915. Myrmecia minuscula ingår i släktet bulldoggsmyror, och familjen myror. Inga underarter finns listade i Catalogue of Life.